# Медаль материнства
Меда́ль материнства  — медаль, жіноча державна нагорода СРСР. Введена указом Президії Верховної Ради СРСР 8 липня 1944 року для нагородження матерів, що народили та виховали 5 або 6 дітей. Має два ступені, I ступінь є старшим. Автор малюнку медалі — художник Жуков.

## Опис
Медаль материнства має форму правильного круга діаметром 29 мм, виготовлялася зі срібла (медаль I ступеня) або бронзи (медаль II ступеня).
На лицьовому боці — профільні погрудні зображення матері та дитини. У верхній лівій частині — зірочка, від якої розходяться промені. По колу — вузенький лавровий вінок. У нижній частині зображено стрічку з написом «СССР».
На зворотному боці — зображення серпа і молота та написи «МЕДАЛЬ» (угорі), «МАТЕРИНСТВА» (унизу). Усі зображення та написи на медалі — випуклі.
Медаль материнства за допомогою вушка і кільця з'єднується з металевою колодочкою у формі банта. Колодочка вкрита білою емаллю та має з обох сторін горизонтальні смужки синього (для медалі I ступеня) або зеленого (для медалі II ступеня) кольору.

## Нагородження медаллю
Медаллю материнства нагороджувалися матері, що народили та виховали 5 або 6 дітей:
- медаллю II ступеня — матері, що народили та виховали 5 дітей;
- медаллю I ступеня — матері, що народили та виховали 6 дітей.

Нагородження медаллю відповідного ступеня проводилося по досягненні останньою дитиною віку одного року за умови, що інші діти залишалися на цей момент живими. При нагородженні «Медаллю материнства» також враховувалися діти:
- усиновлені на законних підставах;
- ті, що загинули або зникли безвісти при захисті СРСР або виконанні інших обов'язків військової служби; при виконанні громадянського обов'язку зі спасіння людського життя, охорони соціалістичної власності або правопорядку; померлі внаслідок поранення, контузії, інвалідності або хвороби, отриманих за згаданих обставин, або через інвалідність на виробництві чи професійне захворювання.

Медаль носиться на лівій стороні грудей, за наявності у нагородженої інших медалей СРСР — поруч або нижче від них.
Усього «Медаллю материнства» обох ступенів було нагороджено близько 13 150 000 матерів.